# Chapelwaite
Chapelwaite è una serie televisiva statunitense tratta dal racconto Jerusalem's Lot, incluso nella raccolta A volte ritornano (Night Shift) di Stephen King. La serie è stata distribuita in Italia in streaming dal 26 ottobre 2021 su TIMvision e in chiaro dal 22 marzo 2023 su Rai 4.

## Trama
Dopo la tragica morte della moglie in mare a bordo di una baleniera, il capitano Charles Boone (Adrien Brody) e i suoi figli tornano nella piccola città di Preacher's Corners, nel Maine, dove un'oscura storia familiare li perseguita.

## Episodi
| Stagione       | Episodi | Prima TV USA | Prima TV Italia |
| -------------- | ------- | ------------ | --------------- |
| Prima stagione | 10      | 2021         | 2021            |